# الشجرة (ذي السفال)

تعديل مصدري - تعديل

الشجرة محلة تابعة لقرية العقيرة، التابعة لعزلة شوائط بمديرية ذي السفال إحدى مديريات محافظة إب في الجمهورية اليمنية، بلغ تعداد سكانها 63 حسب تعداد اليمن لعام 2004.